# Кушхеви
Кушхеви (груз. ქუშხევი) — село в Грузии, на территории Тианетского муниципалитета края (мхаре) Мцхета-Мтианети.

## География
Село находится в центральной части Грузии, к западу от реки Иори, на расстоянии приблизительно 10 километров (по прямой) к северо-северо-востоку от посёлка городского типа Тианети, административного центра муниципалитета. Абсолютная высота — 1538 метров над уровнем моря.

## Население
По результатам официальной переписи населения 2014 года в Кушхеви проживало 16 человек (11 мужчин и 5 женщин). В национальной структуре населения грузины составляли 100 %.
| Год  | Население, человек |
| ---- | ------------------ |
| 2002 | 14                 |
| 2014 | ↗ 16               |